# Ruo (ort)
Ruo är en ort i Mikronesiska federationen.   Den ligger i kommunen Ruo Municipality och delstaten Chuuk, i den västra delen av landet, 700 km väster om huvudstaden Palikir. Ruo ligger 10 meter över havet och antalet invånare är 469. Den ligger på ön Ruo.
Terrängen runt Ruo är mycket platt.  Närmaste större samhälle är Murilo, 14,1 km nordost om Ruo. 